# Dializa

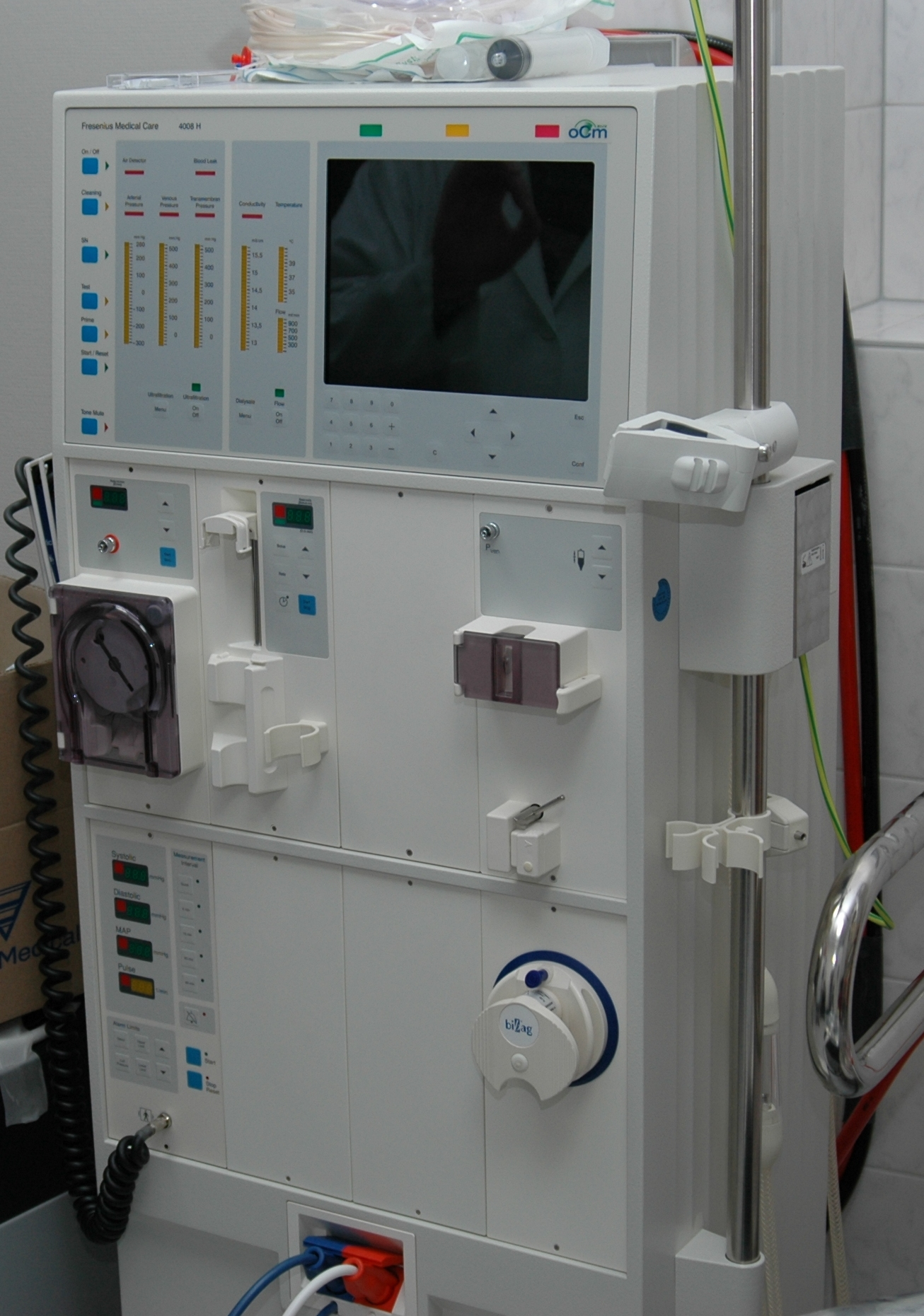
Urządzenie do hemodializy

Dializa (gr. diálysis = „rozpuszczanie”, „rozdzielanie”) – metoda oczyszczania roztworów koloidalnych z elektrolitów przy użyciu błony półprzepuszczalnej.
W nefrologii stosuje się zabiegi dializacyjne u pacjentów ze schyłkową niewydolnością nerek, którzy nie kwalifikują się do zabiegu przeszczepienia nerki albo oczekują na ten zabieg.
Zabieg ten umożliwia usunięcie większości szkodliwych produktów przemiany materii, w tym mocznika.
Poza tym zabiegi hemodializy wykorzystywane są w leczeniu niektórych zatruć, wówczas celem zabiegu jest usunięcie toksycznej substancji znajdującej się we krwi. Przykładem może być hemodializa w leczeniu zatrucia glikolem etylenowym.
Najczęściej stosowane są dwie metody zabiegu dializy:
- hemodializa
- dializa otrzewnowa

Jest to najczęstsza w Polsce metoda leczenia stosowana w chorobie nerek wymagającej terapii nerkozastępczej; co roku dializowanych pacjentów jest ponad 130/mln.

## Wskazania
Wśród wskazań do dializy w ostrym uszkodzeniu nerek wymienia się następujące zaburzenia:
- przeładowanie płynami niereagujące na leczenie lekami moczopędnymi,
- hiperkaliemia oporna na leczenie zachowawcze,
- kwasica metaboliczna oporna na leczenie zachowawcze,
- objawowa mocznica (mocznicowe zapalenie osierdzia, encefalopatia mocznicowa, mocznicowa skaza krwotoczna)
- zatrucie substancją toksyczną podlegającą dializie

Podobne wskazania do rozpoczęcia dializ dotyczą osób w ostatnim stadium przewlekłej choroby nerek. Zgodnie z wytycznymi KDIGO 2024 wskazania obejmują: objawy mocznicowe (w tym uporczywy świąd i objawy neurologiczne), mocznicowe zapalenie osierdzia, zaburzenia elektrolitowe i kwasowo-zasadowe oporne na inne metody leczenia, niemożność kontroli objętości płynów ustroju (np. masywne obrzęki) lub ciśnienia tętniczego (nadciśnienie tętnicze oporne), a także postępujące pogorszenie stanu odżywienia lub funkcji poznawczych. W wytycznych wskazano, że zwykle wskazania te występują przy GFR równym 5–10 ml/min/1,73 m2.

## Powikłania
Powikłania leczenia nerkozastępczego zależą od stosowanej metody dializoterapii:
Do powikłań leczenia nerkozastępczego metodą hemodializy lub hemodiafiltracji należą:
1. Hipotensja (hipotonia) śróddializacyjna[5]
2. Powikłania związane z profilaktyką przeciwkrzepliwą:
  - w przypadku heparyn: małopłytkowość poheparynowa i krwawienie
  - w przypadku cytrynianu sodu: hipokalcemia, hipernatremia, zaburzenia równowagi kwasowo-zasadowej[6]
3. Powikłania hematologiczne:
  - trombocytopenia
  - niedokrwistość
4. Zaburzenia elektrolitowe: hipofosfatemia, hiponatremia, hipokalemia[7]
5. Zespół niewyrównania (ang. dialysis disequilibrium syndrome[8]) – określenie zbioru neurologicznych objawów podmiotowych (takich jak nudności, wymioty, uczucie pobudzenia, dezorientacji, zawrotów głowy, skurczy i drżeń mięśni [najczęściej bolesne zlokalizowane w kończynach dolnych]) i przedmiotowych (ilościowe zaburzenia świadomości) występujących w trakcie lub krótko po procedurze dializy, najczęściej podczas rozpoczęcia leczenia przy wysokiej osmolalności wyjściowej[8]. Objawy powstają prawdopodobnie w wyniku nagłego spadku osmolalności osocza, prowadzącego do wzrostu objętości płynu tkankowego mózgowia, prowadzące do obrzęku mózgu i wzrostu ciśnienia śródczaszkowego[9].
6. Powikłania związane z system dializacyjnym
  - zwężenie dostępu naczyniowego, zablokowanie przez zakrzep, osłonkę włóknisto-nabłonkową[10], zakażenie ujścia cewnika lub zakażenie otrzewnej (w przypadku dializ otrzewnowych)[11], wycieki płynu dializacyjnego[12]
7. Zespół pierwszego użycia dializatora (ang. first use syndrome[13]) – rzadko występujący zespół objawów o charakterze nadwrażliwości na materiały używane do produkcji i sterylizacji dializatorów. Nazwa „zespół pierwszego użycia” odwołuje się do faktu, że objawy rozwijały się znacznie częściej podczas użycia po raz pierwszy nowego dializatora niż w przypadku korzystania ze zregenerowanych dializatorów. Ze względów higienicznych odchodzi się od regeneracji dializatorów, zastępując je systemami jednorazowymi. Zespół bywa dzielony na dwa typy[14]:
  - typ A (zależne od IgE) – objawy zwykle w ciągu pierwszych 20–30 minut zabiegu; typowo świąd, pokrzywka, duszność (skurcz oskrzeli), nieżyt nosa, spadek ciśnienia tętniczego, wymioty
  - typ B (zależne od układu dopełniacza) – objawy występujące później, o mniejszym nasileniu; typowo ból w klatce piersiowej lub pleców, ból brzucha

Powikłania dializy otrzewnowej zostały opisane w osobnym artykule, należą do nich:
1. Powikłania infekcyjne
  - zapalenie otrzewnej
  - odczyn miejscowy (ból, zaczerwienienie, ucisk, wysięk)
2. Powikłania nieinfekcyjne
  - zablokowanie przepływu przez cewnik (przez skrzeplinę, przemieszczenie cewnika)
  - przepukliny (najczęściej w miejscu blizny pooperacyjnej, pępkowa, pachwinowa)
  - wyciek z systemu (najczęściej w okolicach cewnika)
  - stwardniające zapalenie otrzewnej (ang. encapsulating peritoneal sclerosis)[16]

## Substancje podlegające dializie
Skuteczność dializoterapii w oczyszczaniu krwi jest odmienna dla różnych substancji. Substancje skutecznie usuwane podczas dializy charakteryzują się niską masą cząsteczkową, dobrą rozpuszczalnością w wodzie i słabym wiązaniem z białkami. Dodatkowo efektywność dializy jest wyższa dla substancji o małej objętości dystrybucji.
Wśród substancji skutecznie usuwanych w trakcie dializy wymienia się m.in. alkohole (metanol, etanol, glikol etylenowy, izopropanol), długo działające barbiturany i lit. Farmakokinetyka większości leków u pacjentów poddawanych dializoterapii nie została dotąd przebadana.
Metody dializoterapii różnią się między sobą w skuteczności oczyszczania krwi z poszczególnych substancji. Metronidazol, ofloksacyna i tazobaktam są przykładami antybiotyków podlegających hemodializie, ale nie dializie otrzewnowej.

## Historia dializoterapii w Polsce
W Polsce pierwszy zabieg hemodializy przeprowadzono 8 listopada 1958 roku w II Klinice Chorób Wewnętrznych w Poznaniu. Początkowo leczeniem hemodializami obejmowano wyłącznie pacjentów z ostrym uszkodzeniem nerek, znajdujących się w stanie bezpośredniego zagrożenia życia. Już w styczniu 1959 roku zabiegi te rozpoczęto także w I Klinice Chorób Wewnętrznych w Warszawie. Oba te ośrodki dializoterapii zostały zobowiązane do leczenia pacjentów z ostrą niewydolnością nerek z połowy kraju, zamieszkałej przez około 15 milionów obywateli.
W kolejnych latach rozwój dializoterapii postępował. W 1961 roku dołączyła Klinika Chorób Wewnętrznych WAM w Łodzi, a w 1962 roku II Klinika Chorób Wewnętrznych AM w Krakowie. Wówczas zabiegi przeprowadzano na sztucznej nerce skonstruowanej w 1946 roku przez Nilsa Alwalla w Szwecji. Dopiero w 1964 roku, w II Klinice Chorób Wewnętrznych w Gdańsku, wprowadzono nowocześniejszy model – nerkę zwojową skonstruowaną przez Bruno Watschingera i Willhema Kolffa, który w 1943 roku opracował pierwszy funkcjonujący dializator oraz przeprowadził w Holandii pierwszy, zakończony sukcesem, zabieg dializacyjny.
Lata 60. przyniosły również istotne postępy w zakresie dostępu naczyniowego dla hemodializ. Wprowadzenie zewnętrznej przetoki tętniczo-żylnej przez zespół B. Scribnera umożliwiło wielokrotne przeprowadzanie zabiegów. Dzięki temu możliwe stało się przedłużone leczenie hemodializami u pacjentów ze przewlekłą niewydolnością nerek. Przełomem okazało się wprowadzenie w 1966 roku wewnętrznej przetoki tętniczo-żylnej, tak zwanej przetoki Cimino-Brescii, która umożliwiała wielokrotne wkłuwanie igły dostarczającej krew do aparatu dializacyjnego i drugiej, odprowadzającej oczyszczoną krew do układu żylnego pacjenta.
Rok 1984 oznaczał kolejny ważny etap w historii dializoterapii w Polsce – powołano Krajowy Zespół Konsultanta Medycznego, który opracował i wdrożył „Program poprawy i rozwoju dializoterapii w Polsce”. Realizacja tego programu znacząco zwiększyła dostępność leczenia hemodializami, czyniąc je powszechną procedurą medyczną.
Pod koniec lat 80. w Poznaniu powstała pierwsza ambulatoryjna stacja dializ, co zapoczątkowało nową erę w opiece nad pacjentami wymagającymi dializoterapii. W 1999 roku otwarto pierwszą niepubliczną ambulatoryjną stację dializ w Warszawie na Bielanach, której inwestorem był Polski Czerwony Krzyż.
Polscy naukowcy mieli również wkład w rozwój dializy otrzewnowej. W 1925 roku Marceli Landsberg i Henryk Gnoiński opublikowali wyniki pionierskich badań na królikach, w których wykazali skuteczność usuwania mocznika za pomocą dializy otrzewnowej (nazywanej przez nich wiwidializą), choć uznali ją za nieodpowiednią do długoterminowego stosowania u ludzi. W późniejszych latach, znaczącą rolę odegrał Zbylut Twardowski, pracujący w USA, który w międzynarodowej grupie współtworzył nową metodę dializy otrzewnowej, uczestniczył w opracowaniu i opatentowaniu nowych cewników oraz testu ekwilibracji otrzewnej (PET) używanego do oceny błony otrzewnej do dziś. Twardowski był także jednym z założycieli Międzynarodowego Towarzystwa Dializy Otrzewnowej w 1984 roku, wraz z Kazimierzem Bączykiem i Przemysławem Hirszlem.
Obecnie, w 2025 roku, w Polsce działa łącznie 274 stacji dializ. Według danych na koniec 2023 roku, w Polsce w tym roku dializowano łącznie 20536 osób, z czego 19770 metodą hemodializy, a 766 metodą dializy otrzewnowej.